# Petre Mihăilescu
Petre Mihăilescu (n. secolul al XX-lea – d. secolul al XX-lea a fost un pilot român de aviație, as al Aviației Române din cel de-al Doilea Război Mondial.
Sublocotenentul av. (r.) Petre Mihăilescu a fost decorat cu Ordinul Virtutea Aeronautică de război cu spade, clasa Crucea de Aur cu 1 baretă (4 noiembrie 1941) pentru că „are 24 misiuni pe front. A luat parte la misiunea dela 20 August 1941, când toate echipajele s'au purtat eroic sub presiunea unui puternic atac al A. c. A. inamic” și clasa Crucea de Aur cu 2 barete (20 februarie 1942) deoarece „ca observator cap de formație pe avionul Potez 63 și Savoya, a executat 33 misiuni de războiu. A distrus numeroase avioane pe sol. A bombardat și lovit în plin numeroase avioane la sol. A bombardat și lovit în plin depozitul de muniții Odeesa, unde fiind lovit de A. c. A., s'a înapoiat la bază cu un singur motor. A bombardat și avariat un vapor sovietic la Bugaz”.

## Decorații
- Ordinul „Virtutea Aeronautică” de Război cu spade, clasa Crucea de Aur cu 1 baretă (4 noiembrie 1941)[1]
- Ordinul „Virtutea Aeronautică” de Război cu spade, clasa Crucea de Aur cu 2 barete (20 februarie 1942)[2]